# Love wing bell/Dancing stars on me!
《Love wing bell/Dancing stars on me!》是2014年6月11日由Lantis发行的μ's的单曲，同时為电视动画《Love Live!》第二期的插曲。

## 概要
電視動畫《Love Live!》第二期插曲第二彈。自《寶物/Paradise Live》以來的雙A面單曲。
《Love wing bell》為第二期第五話的插曲，另一首單曲《Dancing stars on me!》則為第二期第六話的插曲。
初回生產版隨機附送了9種「μ's理想婚禮卡」的1張。包裝於2014年5月17日公開。
宣傳語是「只屬於我們的魔法！給你……」（私たちだけの魔法！あなたに…）。

## 批評
《CD雜誌》對本單曲收錄的兩曲給予「充分唱出活力十足之可愛魅力的優質流行曲」的肯定評價。

## 收錄曲目
- CD

1. Love wing bell
  - 作詞：畑亚貴，作曲、編曲：森慎太郎（日语：森慎太郎）
  - 歌：星空凛（飯田里穗）、西木野真姬（Pile）、小泉花陽（久保百合花）、絢瀨繪里（南條愛乃）、東條希（楠田亞衣奈）、矢澤日香（德井青空）
  - TV動畫第2期第5話插曲
  - 婚禮歌曲風格的樂曲，服裝方面則由站center位的凜穿著婚紗風格的表演服，其他5人則穿著無尾禮服。
2. Dancing stars on me!
  - 作詞：畑亚貴，作曲、編曲：佐伯高志（日语：佐伯高志）
  - 歌：μ's
  - TV動畫第2期第6話插曲
  - 萬聖節為主題的樂曲，服裝方面則偏向萬聖節風格，共分成魔女、海賊、天使3組進行裝扮，分法如下
    - 魔女組：東條希、矢澤日香（魔女的使魔）、西木野真姬
    - 海賊組：高坂穗乃果、絢瀨繪里、園田海未
    - 天使組：南小鳥、星空凜、小泉花陽
3. Love wing bell (Off Vocal)
4. Dancing stars on me! (Off Vocal)

## 專辑收錄
| 曲名                 | 專輯                                       | 發售日        | 專輯類型 |
| -------------------- | ------------------------------------------ | ------------- | -------- |
| Love wing bell       | 《μ's Best Album Best Live! Collection Ⅱ》 | 2015年5月27日 | 精選輯   |
| Dancing stars on me! | 《μ's Best Album Best Live! Collection Ⅱ》 | 2015年5月27日 | 精選輯   |